# Parasimpaticolítico
Se llama parasimpaticolítico al fármaco que antagoniza las acciones muscarínicas de la acetilcolina mediante el bloqueo del receptor muscarínico. A estos fármacos se les llama también agentes antimuscarínicos, anticolinérgicos, bloqueadores colinérgicos, colinolíticos y bloqueantes parasimpáticos.
Se clasifican en:
- Naturales: alcaloides: atropina, escopolamina (origen vegetal). Son fármacos que son absorbidos fácilmente y atraviesan la barrera hematoencefálica, pasan al sistema nervioso central y producen acciones centrales: irritación, ansiedad, nerviosismo (que son efectos indeseables).
- Sintéticos: hioscina, ipratropio. No alcanzan el sistema nervioso central.

## Farmacodinámica
Reducen las secreciones salival, gástrica, bronquial y el sudor.
Reducen el tono muscular liso y el peristaltismo.
Relajan la musculatura bronquial. 
En el sistema cardiovascular, aumenta la actividad cardíaca.
Producen midriasis y produce ciclopejia (parálisis transitoria del músculo ciliar del ojo, y existe falta de acomodación).

## Indicaciones
Se usan para la exploración del ojo en forma de colirios para ver bien el fondo de ojo en midriasis.
En anestesia para disminuir las secreciones, de manera que no exista reflujo y se reduzcan los reflejos vagales.
Para disminuir secreciones glandulares generales: asma, rinitis.
También se usan como espasmolíticos (disminuir el tono de la musculatura visceral), para tratar el dolor producido por el aumento del tono muscular.
Para el tratamiento de ciertas bradicardias. Se usa la tropina.
Para el tratamiento del síndrome de Parkinson.
cinetosis: enfermedad del mareo, por movimiento.

## Efectos indeseables
El más frecuente es la sequedad de boca y de mucosa. También visión borrosa y fotofobia por la midriasis.
- Datos: Q3363684